# Mario Miranda (Mathematiker)
Mario Miranda (* 1. Januar 1937 in Filettino; † 6. Januar 2017) war ein italienischer Mathematiker, der sich mit Analysis befasste, insbesondere mit Variationsrechnung und Minimalflächen.

## Werdegang
Miranda studierte an der Universität Pisa Mathematik mit dem Abschluss (Laurea) 1959. Im gleichen Jahr erlangte er auch ein naturwissenschaftliches Diplom an der Scuola Normale Superiore di Pisa. Zu seinen akademischen Lehrern gehörten Ennio De Giorgi, Federico Cafiero und Alessandro Faedo.
Nach dem Studium war Miranda an der Universität Pisa bis 1969 Assistent und zeitweise (1959/60, 1964–1968) Lehrbeauftragter (Professore incaricato). 1960 bis 1964 (und 1979 bis 1981) war er auch Lehrbeauftragter an der Scuola Normale Superiore. In Pisa arbeitete er damals eng mit Ennio De Giorgi und Enrico Bombieri zusammen. 1968/69 war er Associate Professor an der University of Minnesota und 1969 bis 1972 außerordentlicher Professor an der Universität Ferrara. 1972/73 war er Professor an der University of California, Berkeley, 1973/74 an der Universität Genua und ab 1974 war er Professor an der Universität Trient. 1978/79 und 1984 bis 1988 stand er als Dekan der Fakultät für Wissenschaft vor. Ab 1979 war er Direktor des Internationalen Mathematischen Zentrums des Istituto Trentino di Cultura.
Er war unter anderem Gastprofessor in Buenos Aires (1971), in Campinas in Brasilien (1974), in Mogadischu in Somalia (1988), am IMPA in Rio de Janeiro (1976) und in Sao Paulo (1978/79).
1970 war er Invited Speaker auf dem Internationalen Mathematikerkongress in Nizza (Nouveaux resultats pour les surfaces minimales).
Er war korrespondierendes (1986) bzw. ordentliches (2001) Mitglied des Istituto Veneto di Scienze, Lettere ed Arti und korrespondierendes Mitglied der Accademia dei Lincei (1991). Er erhielt 1968 den Premio Caccioppoli, 1989 den Mathematik-Preis der Accademia dei XL und den Bonavera-Preis.
Mario Miranda starb 2017 im Alter von 80 Jahren.

## Schriften
- mit Umberto Massari Minimal surfaces in codimension 1, North Holland 1984
- Miranda Recollections on a conjecture in Mathematics, Matematica contemporanea, Band 35, 2008, S. 143, pdf
- mit Enrico Bombieri, Ennio di Giorgi Una maggiorazione a priori relativa alle ipersuperfici minimale non parametriche, Archive for Rational Mechanics and Analysis, Band 32, 1969, S. 255–267